# 서울 개운사 신중도
서울 개운사 신중도(서울 開運寺 神衆圖)는 대한민국 서울특별시 성북구 개운사에 있는 조선시대의 신중도이다. 2006년 7월 6일 서울특별시의 유형문화재 제213호로 지정되었다.

## 개요
이 불화는 개운사 대웅전의 향우측벽에 봉안되어 있는 신중도로, 여러 부분에 오염으로 인한 얼룩이 있으며, 현재는 액자에 끼워 봉안하고 있는데 전체적으로 채색이 변색되어 어두운 편이다. 그림 상단에는 범천(梵天)과 제석천(帝釋天)을 중심으로 천부중(天部衆)을 배치하였으며 하단에는 위태천(韋駄天)을 중심으로 천룡팔부(天龍八部)를 표현하였다. 범천과 제석천은 보살 옷에 보관을 쓰고 두 손을 모아 흰 연꽃을 들고 정면을 향해 서있는데 그 주위로는 일궁천자와 월궁천자를 비롯하여 당(幢)과 번(幡), 부채 등의 장엄구를 든 동자, 동녀들과 주악천 등이 둘러싸고 있다. 하단 중앙에 표현된 위태천은 향우측으로 몸을 약간 튼 채 고개는 반대방향으로 돌린 자세로 두 손을 가운데로 모아 삼고저를 세로로 들고 있는데, 화려한 깃털장식의 투구와 금색으로 칠한 갑옷을 입고 당당하게 서있는 모습은 천룡팔부 수장으로서의 위용을 잘 보여주고 있다. 얼굴은 둥근 편으로 세필의 선묘로 이목구비를 가늘게 그려 넣었다. 위태천의 좌우로는 부채를 든 산신과 건을 쓴 조왕신(竈王神)을 비롯하여 여러 가지 무기를 든 천룡팔부가 시립하고 있다.
이 불화는 화기에 조성연대는 없지만 양식적 특징과 조성화원으로 미루어 볼 때 함께 봉안되어 있는 지장시왕도(1870년)와 동시에 조성된 것으로 추정된다. 천부중과 천룡팔부를 한 폭에 묘사한 형식이라든가 산신과 조왕신이 위태천 협시(挾侍)로 등장하는 점, 주악 천녀(奏樂 天女)가 등장은 19세기 신중탱화의 전형적인 특징을 보여주고 있다. 또한 다양한 존상의 세밀한 표현과 균형을 이루는 구성과 더불어 화사의 필력이 돋보이는 작품이다.

## 참고 문헌
- 개운사 신중도 - 국가유산청 국가유산포털